# 시마네현도 제47호선
시마네현도 제47호 사이고 후세 선은 시마네현 오키군 오키노시마정의 미나토마치에서 후세까지 이어주는 현도이자 주요 지방도이다.

## 노선 정보
- 기점 : 시마네현 오키군 오키노시마정 미나토마치 (485번 국도와 교차)
- 종점 : 시마네현 오키군 오키노시마정 후세 (485번 국도와 교차)

## 연혁
- 1993년 5월 11일 : 건설성에서 이 현도인 사이고 후세 선을 주요 지방도로 승격 및 지정

## 지리
- 통과하는 지자체 : 오키군 오키노시마정
- 교차하는 도로 : 다음과 같음.
  - 국도 : 국도 제485호선
  - 현도 : 시마네현도 제323호선